# حسن‌آباد (هیرمند)
حسن‌آباد یا ده حسن روستایی در دهستان جهان‌آباد بخش مرکزی شهرستان هیرمند استان سیستان و بلوچستان ایران است.

## جمعیت
بر پایه سرشماری عمومی نفوس و مسکن در سال ۱۳۹۵ جمعیت این روستا ۳۸ نفر (۱۰خانوار) بوده‌است.